# Санде Джамбазов
Санде (Сане) Джамбазов е български революционер, четник, деец на Вътрешната македоно-одринска революционна организация.

## Биография
Санде Джамбазов е роден в 1874 година в град Щип, тогава в Османската империя, днес в Северна Македония. Влиза във ВМОРО, четник е в Щипско.
При избухването на Балканската война в 1912 година Сане е доброволец в Македоно-одринското опълчение и се сражава в четата на Иван Бърльов.
Убит от сръбската полиция през октомври 1921 година.